# 薛保遜
薛保逊，字遜之，唐朝河东人，薛存诚之孙，薛廷老之子。
薛保逊登进士第，官至给事中、司農卿。他喜欢品评人物，士人作为褒贬人物的标准。他称呼夏侯孜为“浮薄相国”。夏侯孜将薛保逊贬为澧州司马，长达七年得不到改任他职。夏侯孜罢相出镇，魏谟才征用薛保逊，但但薛保逊已经在任所去世。其子薛昭緯。